# قسطنس (فرنسا)
قسطنس أو قسطانس أو كُتَنس أو كوتانس (بالفرنسية: Coutances)‏، 
تنطق بالفرنسية: [kutɑ̃s]
، هي بلدية فرنسية في إقليم المانش، في نورماندي، في شمال غرب فرنسا.

## توأمة
لقسطنس اتفاقيات توأمة مع كل من:
- أوكسنفورت
- تروينا
- إيلكي [الإنجليزية]‏
- St Ouen, Jersey [الإنجليزية]‏
- لا بوكاريه

## أعلام
- جوليان فوشار
- تانكريد هوتفيل
- جورج دافي
- جاك دانيال